# Shūhei Nishida
Shūhei Nishida (西田 修平?, Nishida Shūhei; Nachikatsuura, 21 marzo 1910 – Tokyo, 13 aprile 1997) è stato un astista giapponese.
Fu medaglia d'argento ai Giochi olimpici di Los Angeles e di Berlino.
Nishida morì per insufficienza cardiaca nel 1997 all'età di 87 anni.

## Palmarès
| Anno | Manifestazione  | Sede        | Evento           | Risultato | Prestazione | Note |
| ---- | --------------- | ----------- | ---------------- | --------- | ----------- | ---- |
| 1932 | Giochi olimpici | Los Angeles | Salto con l'asta | Argento   | 4,30 m      |      |
| 1936 | Giochi olimpici | Berlino     | Salto con l'asta | Argento   | 4,25 m      |      |
| 1951 | Giochi asiatici | Nuova Delhi | Salto con l'asta | Bronzo    | 3,61 m      |      |